# Staubkind
Staubkind est un groupe de pop rock allemand, originaire de Dresde. Il est conduit par Sven « Louis » Manke (par ailleurs guitariste de Terminal Choice), lié à ce qu'il est convenu d'appeler la Schwarze Szene allemande. Musicalement, les influences revendiquées rattachent le groupe à Oomph!, Zeraphine, Linkin Park et Evanescence.

## Biographie
Le chanteur et guitariste Louis Manke (chant), originaire de Dresde, forme le projet Staubkind en 2004. La même année, le premier single, Keine Sonne et le premier album Traumfänger sont publiés sur le label indépendant berlinois Fear Section, du chanteur et musicien Chris Pohl. Le 31 janvier 2004, le groupe apparait officiellement pour la première fois. Le 3 avril 2004, le groupe joue pour la première fois en première partie pour le groupe Unheilig dans le casino d’été de Bâle. Le groupe fait sa première apparition publique lors de la 13e édition du Wave-Gotik-Treffen à Leipzig. En automne 2004, une tournée allemande suit, et dure jusqu'en 2005. Le 31 janvier 2005, Traumfänger est réédité comprenant des remixes et un nouveau titre bonus, Viel Mehr. Pour la nouvelle chanson Viel Mehr, un premier clip est tourné par Staubkind. Le 1er octobre 2005, Staubkind publie trois nouvelles chansons, et deux morceaux enregistrés en direct sous un EP intitulé Ausgebrannt. En 2005 et 2006, le groupe effectue des tournées en Allemagne, et joue à nouveau lors du Wave-Gotik, ainsi qu'au festival M'era Luna à Hildesheim. En octobre 2007, le deuxième album, Zu weit, sort. Avec cet album, le groupe effectue une tournée de deux ans en Allemagne jusqu'en 2009, incluant de nouvelles apparitions au Wave-Gotik-Treffen. Pendant ce temps, Staubkind est invité dans la série Unheilig und Friends. D'autres concerts suivent les années suivantes.
Louis Manke rejoint le label du groupe en 2012, Out of Line. Il sort le 24 février et le 15 juin 2012 les singles Kannst du mich seh’n et So nah bei mir, respectivement, Le 29 juin 2012, le groupe sort le troisième album, éponyme, produit par Henning Verlage aux Principal Studios. L'album atteint la 37e place des charts allemands, et y reste pendant neuf semaines. En été 2012, Staubkind entame la tournée Lichter der Stadt Tour. En automne 2012, une tournée indépendante allemande suit. En novembre, Staubkind joue avec un orchestre classique au Gewandhaus de Leipzig.

## Discographie

### Albums studio
- 2004 : Traumfänger (réédité en janvier 2005 ; Fear Section)
- 2007 : Zu weit
- 2012 : Staubkind
- 2014 : Alles was ich bin
- 2017 : An jedem einzelnen Tag

### Singles
- 2004 : Keine Sonne
- 2005 : Ausgebrannt
- 2012 : Kannst du mich seh'n
- 2012 : So nah bei mir
- 2012 : Nur ein Tag / Unendlich sein
- 2014 : Wunder
- 2014 : Was uns für immer bleibt
- 2017 : Fliegen lernen
- 2017 : Das Beste kommt noch